# Universitetet i Zadar
Universitetet i Zadar (kroatiska: Sveučilište u Zadru, latin: Universitas Studiorum Jadertina) är ett statligt universitet i Zadar i Kroatien. Det spår sina rötter från år 1396 och är därmed det äldsta lärosätet i nutida Kroatien. Universitetets rektorat och flera av universitetsbyggnaderna är belägna i Gamla stan i Zadar.

## Historik
Staden Zadar har en månghundraårig tradition av högre utbildning som utvecklats ur den medeltida ecklesiastiska fortbildningen. Den 14 juni 1396 grundande dominikanerna i Zadar Studium generale, ett teologiskt seminarium som senare blev känt som Universitas Iadertina (Zadars universitet). Med avbrott för åren 1481–1495 var universitetet verksamt från grundandet år 1396 till den 8 januari 1807 då den kortvariga franska administrationen (1806–1813) upplöste lärosätet. Universitetets nedläggning innebar dock inte slutet för högre utbildning i Zadar som därefter fortgick genom andra institutioner och lärosäten. 
År 1955 etablerades Filosofiska fakulteten i Zadar som en underenhet till Zagrebs universitet, det nutida Kroatiens näst äldsta universitet. Från år 1974 sorterade Filosofiska fakulteten som en underenhet till Splits universitet. Sett till antalet studenter och personal expanderade fakulteten kraftigt de följande åren. År 2002 fattade Kroatiens parlament beslut om att återupprätta Zadars universitet som året därpå (2003) inledde sin nygamla verksamhet.